# Els Quatre-cents

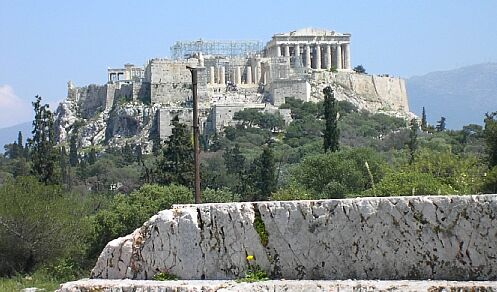
La plataforma del turó rocosa de Pnyx, a Atenes, seu del Consell dels Cinc-cents, on els polítics es posaven dempeus mentre parlaven. Al fons hi ha l'Acròpoli d'Atenes

Els Quatre-cents (en grec antic οἱ τετρακόσιοι,  hoi tetrakósioi ) va ser una institució creada a Atenes després de la revolució oligàrquica de l'any 411 aC, durant la Guerra de Decèlia, darrera fase de la Guerra del Peloponès.
El cop d'estat de 411 aC s'insereix en un context de crisi de la democràcia atenenca, que va començar a 415 aC amb l'assumpte dels Hermocòpides i de la paròdia dels Misteris d'Eleusis. Els atenesos havien vist en aquests successos un mal presagi per a la Expedició a Sicília, i van témer un complot oligàrquic, dirigit per les heterías (clubs aristocràtics). Els Cinc-cents van rebre llavors plens poders per trobar i castigar els culpables, que va generar un clima de paranoia col·lectiva. A més, la gestió de l'assumpte pel Consell havia degenerat: sense la auto-denuncia d'Andócides, els ciutadans podrien haver estat tortura dos, o executats sense judici previ. La violència va ser exercida, sobretot, pels ciutadans pobres i les classes inferiors (metecs, esclaus), contra els més rics i els eupàtrides, membres de les grans famílies aristocràtiques de la ciutat.
L'operació de Sicília va acabar en desastre: en 414 aC: 40.000 atenesos van ser massacrats davant Siracusa (Sicília) o tancats en les Latomia si després venuts com a esclaus. Un any més tard, els Esparta ens van prendre la fortalesa de Decelia, des d'on van amenaçar directament al Àtica. a més a més, 20.000 esclaus es van rebel·lar, probablement els de les mines de Laurión, principal recurs financer d'Atenes, i la flota atenesa havia estat en gran part destruïda a Sicília, impedint així proveir-se de blat la ciutat.
Després d'aquesta sèrie de desastres Atenes va donar prioritat al seu aprovisionament. Multiplicar les operacions militars a la regió del mar Egeu i del Ponto Euxino, molt més com que Esparta, aliada als sàtrapas perses de la regió, havia aconseguit empènyer a nombroses ciutats (Quíos, Clazómenes, Teos i Orcómeno, entre d'altres) a la defecció. Únicament Samos va romandre fidel, i va acollir la flota atenesa en el seu port. A la ciutat, va ser instituïda una comissió de deu próbulos ( probouloi ), en l'hivern de 413 aC, per despatxar els assumptes corrents. Un d'ells era el dramaturg Sòfocles.

## Presa de poder
Amb aquesta situació, els atenesos estaven profundament desmoralitzats. Qüestionaren les seves institucions, i es van preparar per canviar per tal de poder evitar la derrota davant Esparta. Alcibíades, refugiat amb el sàtrapa Tisafernes, va fer una proposició als estrategos estacionats a Samos: els perses atorgarien subsidis si la ciutat canviava el seu  politeia  (constitució). Pisandre va ser enviat a Atenes per comunicar la notícia i tractar el retorn d'Alcibíades. Els atenesos, escèptics, van enviar una ambaixada a Tisafernes, qui va revelar que Alcibíades s'havia precipitat, ja que havia establert contactes recents amb Esparta.
No obstant això, la notícia va ser suficient perquè les heteries es posessin en xafarranxo de combat. Es va parlar de suprimir els misthoi , els subsidis concedits als ciutadans més pobres. Abans del retorn de Pisandre, els caps demòcrates, com Androcles, van ser assassinats sense que s'investigués posteriorment. Es va instal·lar un clima opriment, que va tenir per conseqüència que fos més fàcil actuar dins d'una legalitat formal, perquè els marins, tradicionalment demòcrates, es van acantonar a Samos. Els deu probouloi  van ser ampliats a vint, i es va decidir que la Assemblea es reunís no al turó de Pnix, sinó en el santuari de Posidó de la població de Colon Hípic, a uns deu estadis d'Atenes.
L'Assemblea va decidir suprimir els instruments de control de constitucionalitat: prohibir les acusacions d'il·legalitat (graph paranomôn ), les denúncies (eisangelia ) o les citacions judicials (prosklêsis ). Els  misthoi  van ser eliminats, el poder polític va ser confiat «als atenesos més capaços de servir amb les seves persones i riquesa [capaços d'armar-se com hoplita s], en un nombre no inferior a cinc mil, mentre durés la guerra»
Els Cinc Mil van triar a continuació en el seu si a cent ciutadans, encarregats de redactar la nova constitució. Aquesta va crear un consell de quatre-cents membres, és a dir, quaranta de cada tribu, elegits entre els ciutadans majors de 30 anys. Aquest consell va ser encarregat de substituir la Boulé, de manera que tots els magistrats en exercici van haver dimitir.

## El govern dels Quatre-cents
Escollits per dirigir la guerra, els Quatre-cents seguida es van topar amb dificultats: les seves negociacions es van embussar, mentre que les que tenien amb el rei espartà Agis II no van aconseguir un resultat acceptable. Paral·lelament, els marins de Samos es van assabentar del cop d'estat oligàrquic que s'havia estès a Atenes. Destituir als seus estrategs, sospitosos de ser oligarques, i nomenar uns nous, entre els quals hi havia Trasíbul i Tràsil. El primer va convèncer els soldats que no tornessin a Atenes, de cridar a Alcibíades i de prosseguir les seves operacions contra els espartans.
A Atenes, entre els Quatre-cents es van produir dissensions: una facció moderada, liderada per Teràmenes, desitjava tornar a una oligarquia moderada tornant el poder als Cinc Mil. Enfront d'ells, els oligarques extremistes estaven preparats per trair la ciutat i quedar-se amb el poder. Finalment, després de la revolta de Eubea, els hoplites es van rebel·lar i van expulsar els Quatre-cents a finals de l'estiu de 411 aC Aquests últims van exercir el poder només durant quatre mesos.

## Caiguda
Els Quatre-cents van ser substituïts per Els Cinc Mil. Les seves accions no són ben conegudes, fins i tot per Tucídides, qui jutja oportú dir que «durant la seva primera etapa sembla, almenys en el meu temps, que Atenes va tenir un millor govern, ja que es va donar un mesurat equilibri entre els oligarques i la massa».
A finals de 411 aC, el Consell dels Cinc-cents va ser restablert. Frínic, dirigent dels extremistes, va ser assassinat i els seus assassins van ser aclamats. Molts ciutadans van ser arrestats, executats sense judici o confiscats els seus béns. En 405, l'amnistia a favor dels soldats que havien estat lleials als Quatre-cents va tancar el capítol de la revolució de 411.